# 沖縄赤十字社

赤十字の標章

沖縄赤十字社（おきなわせきじゅうじしゃ）は、1959年にアメリカ合衆国施政権下の沖縄において設立された財団法人。本土復帰前の沖縄地域で赤十字活動を行っていた唯一の団体で、日本赤十字社沖縄県支部の前身に当たる。ただし、「沖縄赤十字社」は沖縄地域内でのみ使用された名称で、対外的には琉球臨時厚生協会（りゅうきゅうりんじこうせいきょうかい）を名乗っていた（後述）。

## 概要
沖縄県における赤十字活動は、1889年（明治22年）6月の日本赤十字社沖縄委員部設立に始まったが、1945年（昭和20年）の沖縄戦によって活動停止に追い込まれた。
沖縄での赤十字活動は、終戦後の1948年に沖縄の各群島で臨時厚生協会が設立されたことで再出発する。1950年には各群島を包括する琉球臨時厚生協会へ改組され、奄美・宮古・八重山に支部が置かれた。1954年7月、琉球臨時厚生協会は沖縄地域内でのみ沖縄赤十字社と称するようになり、1959年12月には琉球政府より財団法人沖縄赤十字社として認可された。
1972年（昭和47年）5月15日の沖縄本土復帰に伴い、沖縄赤十字社は解散して日本赤十字社沖縄県支部に移行し、現在に至る。

### 名称
赤十字活動は「一国一社」を原則とするため、アメリカ施政権下での沖縄では当初「赤十字社」の名称を使用できず、「臨時厚生協会」を称することになった。しかし、「臨時厚生協会」では赤十字としての活動に支障をきたすことがあったため、琉球臨時厚生協会は赤十字活動の趣旨徹底をはかることを目的に、沖縄地域での限定名として「沖縄赤十字社」を1954年から用いるようになった。一方で対外的には従来の「琉球臨時厚生協会」を称し続けた。

## 活動
沖縄赤十字社は、日本赤十字社やアメリカ赤十字社、アメリカ軍からの協力や支援を受けつつ業務を行っていた。沖縄赤十字社が救護支援を行った主な事故や災害には、以下のものがある。
- 伊江島米軍弾薬輸送船爆発事故（1948年8月6日）[2]
- ルース台風（1951年10月）[2]
- 宮森小学校米軍機墜落事故（1959年6月30日）[2]
- チリ地震津波（1960年5月）[2]
- みどり丸沈没事故（1963年8月17日）[2]

## 運営施設
- 厚生協会診療所（1952年）→厚生協会病院（1953年）→沖縄赤十字病院（1959年）
- 沖縄血液センター（1967年）→沖縄県赤十字血液センター

## 歴代会長
- 初代 - 胡屋朝賞：1959年（昭和34年）12月8日～1971年（昭和46年）9月15日
- 2代 - 当間重剛：1971年（昭和46年）9月16日～1971年（昭和46年）10月20日
- 3代（代行） - 安次富長昌：1971年（昭和46年）11月2日～1972年（昭和47年）5月14日